# Alphonse Nguyên Huu Long
Alphonse Nguyên Huu Long PSS (Hanói, 25 de janeiro de 1953) é um clérigo vietnamita e bispo católico romano de Vinh.

## Biografia
Alphonse Nguyên Huu Long recebeu sua formação sacerdotal, de 1965 a 1972, no seminário menor de São João de Ðà Nang e, posteriormente, de 1972 a 1978, no seminário maior de Hoa Binh, na mesma diocese. De 1978 a 1982, ele prestou serviço civil na província de Quang Nam. Foi ordenado sacerdote para a Diocese de Đà Nẵng em 29 de dezembro de 1990. Mais tarde, ele entrou na Ordem Sulpiciana.
Após a ordenação sacerdotal, padre Alphonse ocupou os seguintes cargos: vigário paroquial de Tam Ky, diocese de Ðà Nang (1990-1994); estudos para a Licenciatura em Direito Canônico no Institut Catholique de Paris, França (1994-1998); pároco de Hà Lam, Diocese de Ðà Nang (1999-2001); pároco de Trà Kieu, diocese de Ðà Nang (2001-2003); diretor espiritual e professor de Direito Canônico, História da Igreja e Catequese no Seminário Maior de Hué (2003-2011).
O Papa Francisco o nomeou Bispo Auxiliar de Hưng Hóa e Bispo Titular de Gummi em Bizacena em 15 de junho de 2013. O bispo de Hung Hóa, Jean Marie Vu Tât, consagrou-o bispo em 6 de setembro do mesmo ano, na Catedral de Son Tay; os principais co-consagradores foram o Bispo de Đà Nẵng, Joseph Chau Ngoc Tri, e Pierre Nguyên Van Kham, Bispo Auxiliar de Ho Chi Minh.
Em 22 de dezembro de 2018, o Papa Francisco o nomeou Bispo de Vinh. A posse ocorreu no dia 12 de fevereiro de 2019.
Na Conferência Episcopal do Vietnã, ele assumiu o papel de presidente do comitê de evangelização por três mandatos consecutivos, de 2013 a 2022.